# Gente onesta (film 1922)
Gente onesta (Turn to the Right) è un film muto del 1922 diretto da Rex Ingram. La sceneggiatura di June Mathis e Mary O'Hara, si basa sull'omonimo lavoro teatrale di Winchell Smith e Jack E. Hazzard andato in scena a New York nel 1916.

## Trama

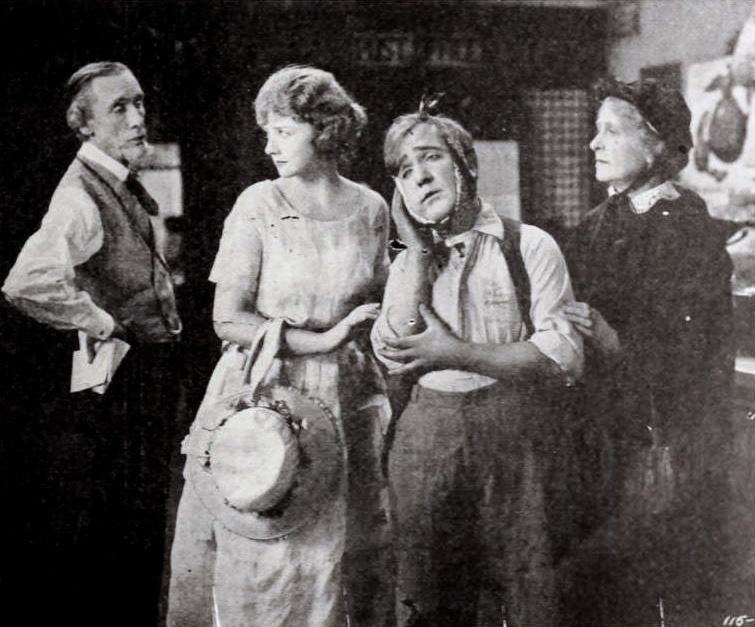
Edward Connelly, Alice Terry, Jack Mulhall

In un villaggio del Connecticut, Joe Bascom, figlio unico di madre vedova, è innamorato di Elsie Tillinger, la figlia del diacono. Ma Joe è povero, e il diacono, l'uomo più ricco del paese, gli proibisce di frequentare la figlia. Il giovane, allora, se ne va via di casa per andare a cercare fortuna, ma viene accusato ingiustamente da Morgan, il suo padrone, ricco proprietario di cavalli da corsa, di essere un ladro. Il vero colpevole è invece proprio Lester, il figlio di Morgan. Accusato al suo posto, Joe viene condannato al carcere. In galera, conosce due imbroglioni, Mugsy e Gilly, con i quali fa amicizia. Intanto Elsie, pur se corteggiata da Lester Morgan, continua a restargli fedele, in attesa del suo ritorno. Il diacono Tillinger, al quale la vedova Bascom deve del denaro, vuole prenderle il frutteto da cui lei produce una superba confettura di pesche, suo unico mezzo di sostentamento, mettendo poi a capo di un'industria di confetture il giovane Morgan che ha tutte le intenzioni di fare sposare alla figlia. Ma, a salvare il frutteto, arriva Joe con i suoi nuovi amici. Mugsy e Gilly imboccheranno la retta via, convertiti al bene dalla bontà della signora Bascom, innamorandosi anche di due ragazze del paese, Betty e Jessie. Lester sarà smascherato e Joe potrà sposare Elsie.

## Produzione
La lavorazione del film, prodotto dalla Metro Pictures Corporation, durò da fine luglio all'ottobre 1921.

## Distribuzione
Il copyright del film, richiesto dalla Metro, fu registrato il 27 febbraio 1922 con il numero LP17686. Nello stesso giorno, uscì nelle sale statunitensi, distribuito dalla Metro Pictures Corporation, dopo essere stato presentato in prima a Milwaukee il 12 febbraio. La Pathé Consortium Cinéma lo distribuì nel 1924 in Francia. In Italia, distribuito dalla Loew Metro, il film ottenne nell'agosto 1924 il visto di censura numero 19868.

### Accoglienza
L'accoglienza che ebbe il film fu molto positiva. I critici elogiarono Ingram e la sua capacità di dirigere con leggerezza una commedia drammatica. Educational Screen del giugno 1922 giudicò il film "una delle migliori quindici produzioni di quell'anno" fino a quel momento, dichiarando che la versione cinematografica aveva superato la commedia teatrale.

### Conservazione
Copia completa della pellicola si trova conservata negli archivi del George Eastman House di Rochester. La stampa del film è stata completamente restaurata da The Film Foundation, l'organizzazione fondata nel 1990 dal regista Martin Scorsese per il restauro e la conservazione delle pellicole.